# Bataille de Rignano
La bataille de Rignano eut lieu le 30 octobre 1137 dans la plaine de Rignano et opposa, malgré la médiation de Bernard de Clairvaux, le roi Roger II de Sicile à ses opposants dirigés par Rainulf II d'Alife et soutenus par le pape Innocent II et par l'empereur germanique Lothaire de Supplinbourg.
Selon Falcon de Bénévent, une panique se produisit parmi les troupes de Roger dès le début de la bataille : les soldats prirent la fuite et l'armée royale subit un échec complet. Le roi lui-même quitta le champ de bataille, où le duc Serge VII de Naples avait trouvé la mort, et gagna en toute hâte Padula, d'où il se réfugia à Salerne.

## Sources principales
- Falcon de Bénévent, Chronicon Beneventanum.